# Ergün Penbe
Ergün Penbe (né le 17 mai 1972 à Zonguldak en Turquie) est un footballeur international turc qui évoluait au poste d'arrière latéral gauche. Il est par la suite devenu entraîneur. Il est actuellement l'entraîneur de Yeni Mersin İdmanyurdu.

## Biographie
Réputé pour son sang froid et son fair-play, qui lui valent le surnom de Buz Adam (l'Homme de Glace), il fait partie de la génération de joueurs ayant permis à Galatasaray SK de remporter la Coupe UEFA 1999-2000 ainsi que la Supercoupe d'Europe, puis à la sélection turque de terminer à la troisième place à la Coupe du monde 2002, au même titre que Hakan Şükür ou Bülent Korkmaz. 
Il compte 48 sélections en équipe nationale, essentiellement en 2002 et 2003.
En 2008, il a mis fin à sa carrière de footballeur et a commencé à travailler comme entraîneur, devenant l'entraîneur principal de plusieurs clubs en Turquie. Le 1er octobre 2024, il a conclu un accord avec Yeni Mersin İdmanyurdu, une équipe de 2. Lig, jusqu'à la fin de la saison 2024-25.

## Palmarès
- Vainqueur de la Supercoupe d'Europe en 2000 avec Galatasaray
- Vainqueur de la Coupe de l'UEFA en 2000 avec Galatasaray
- Champion de Turquie en 1997, 1998, 1999, 2000, 2002 et 2006 avec Galatasaray
- Vainqueur de la Coupe de Turquie en 1996, 1999, 2000 et 2005 avec Galatasaray
- Vainqueur de la Supercoupe de Turquie en 1996 et 1997 avec Galatasaray
- Vainqueur de la Coupe du Premier Ministre en 1995 avec Galatasaray
- Vainqueur des Jeux méditerranéens 1993 avec l'équipe de Turquie Olympique.

## Statistiques détaillées
| Saison    | Club                 | Total  | Total | Championnat | Championnat | Championnat | Coupe d'Europe | Coupe d'Europe | Coupe d'Europe | Coupes Nationales | Coupes Nationales |
| Saison    | Club                 | Matchs | Buts  | Division    | Matchs      | Buts        | Type           | Matchs         | Buts           | Matchs            | Buts              |
| --------- | -------------------- | ------ | ----- | ----------- | ----------- | ----------- | -------------- | -------------- | -------------- | ----------------- | ----------------- |
| 1990-1991 | Kilimli Belediyespor | 33     | 0     | 3. Lig      | 33          | -           | -              | -              | -              | -                 | -                 |
| 1991-1992 | Kilimli Belediyespor | 18     | 6     | 3. Lig      | 18          | 6           | -              | -              | -              | -                 | -                 |
| 1991-1992 | Gençlerbirliği SK    | 1      | 0     | Süperlig    | 1           | -           | -              | -              | -              | -                 | -                 |
| 1992-1993 | Gençlerbirliği SK    | 32     | 1     | Süperlig    | 30          | 1           | -              | -              | -              | 2                 | -                 |
| 1993-1994 | Gençlerbirliği SK    | 27     | 2     | Süperlig    | 26          | 2           | -              | -              | -              | 1                 | -                 |
| 1994-1995 | Galatasaray SK       | 16     | 0     | Süperlig    | 14          | -           | C1             | ?              | ?              | 2                 | -                 |
| 1995-1996 | Galatasaray SK       | 25     | 0     | Süperlig    | 18          | -           | C3             | ?              | ?              | 7                 | -                 |
| 1996-1997 | Galatasaray SK       | 32     | 2     | Süperlig    | 29          | 2           | C2             | ?              | ?              | 3                 | -                 |
| 1997-1998 | Galatasaray SK       | 33     | 1     | Süperlig    | 27          | 1           | C1             | ?              | ?              | 6                 | -                 |
| 1998-1999 | Galatasaray SK       | 31     | 1     | Süperlig    | 24          | 1           | C1             | ?              | ?              | 7                 | -                 |
| 1999-2000 | Galatasaray SK       | 31     | 1     | Süperlig    | 28          | 1           | C1 + C3        | ?              | ?              | 3                 | -                 |
| 2000-2001 | Galatasaray SK       | 31     | 1     | Süperlig    | 27          | 1           | C1             | ?              | ?              | 4                 | -                 |
| 2001-2002 | Galatasaray SK       | 40     | 1     | Süperlig    | 31          | 1           | C1             | 8              | -              | 1                 | -                 |
| 2002-2003 | Galatasaray SK       | 33     | 2     | Süperlig    | 27          | 2           | C1             | 5              | -              | 1                 | -                 |
| 2003-2004 | Galatasaray SK       | 32     | 1     | Süperlig    | 24          | -           | C1 + C3        | 6              | -              | 2                 | 1                 |
| 2004-2005 | Galatasaray SK       | 36     | 2     | Süperlig    | 32          | 1           | -              | -              | -              | 4                 | 1                 |
| 2005-2006 | Galatasaray SK       | 19     | 0     | Süperlig    | 15          | -           | C3             | 1              | -              | 3                 | -                 |
| 2006-2007 | Galatasaray SK       | 14     | 0     | Süperlig    | 8           | -           | C1             | 3              | -              | 3                 | -                 |
| 2007-2008 | Gaziantepspor        | 20     | 0     | Süperlig    | 17          | -           | -              | -              | -              | 3                 | -                 |
| 1990-2008 | Total                | 504    | 21    | -           | 429         | 19          | -              | 23             | 0              | 52                | 2                 |